# Firestone Tire and Rubber Company

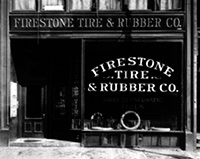
Oorspronkelijke winkel van Firestone in 1900.

Firestone Tire and Rubber Company is een Amerikaanse producent van banden opgericht in Akron, Ohio door Harvey Samuel Firestone in 1900. Firestone was een van de voorlopers bij de productie van banden voor automobielen en was tevens een pionier op het gebied van massaproductie. Harvey Firestone onderhield een warme vriendschap met Henry Ford. Hierdoor kon Firestone uitgroeien tot de leverancier van banden voor alle nieuwe auto's van Ford, en werd dientengevolgen ook een substantiële speler op de vervangingsmarkt van banden.
Als bedrijf heeft Firestone een grote invloed gehad op de Amerikaanse stad Akron. Zo is Firestone Park een buurt waar van oorsprong Firestone arbeiders woonden. Ook kent Akron tegenwoordig nog de Firestone Country Club.
Het bedrijf werd in 1988 verkocht aan het Japanse Bridgestone Corporation. Bridgestone bood $2,6 miljard, veel meer dan een concurrerend bod van Pirelli die $1,9 miljard over had voor de Amerikaanse bandenproducent. In februari 1988 kwamen partijen al overeen dat Bridgestone een aandelenbelang van 75% zou nemen in de bandenactiviteiten van Firestone voor $1,25 miljard, maar het vijandelijke bod van Pirelli doorkruiste dit plan. Na de overname kreeg Bridgestone de fabrieken van Firestone in Noord-Amerika, Spanje, Frankrijk, Italië, Portugal, Argentinië, Brazilië en Venezuela in handen.
Kort na de overname, in 2000, kwam het bedrijf al in de problemen. Uit onderzoeken was gebleken dat Firestone banden onveilig waren hetgeen honderden ongevallen en tot 46 doden had geleid. Firestone moest 6,5 miljoen banden terughalen naar de fabriek en vervangen. Dit was de op een na grootste terughaalactie in deze sector en heeft Bridgestone ten minste zo’n $0,5 miljard gekost. In 1978 moest Firestone ook al 14,5 miljoen banden vervangen. Dit kostte het bedrijf zoveel dat er forse verliezen werden geleden. Het bedrijf moest uiteindelijk van de ondergang worden gered door de overname door Bridgestone.